# Голі (Міннесота)
Голі (англ. Hawley) — місто (англ. city) в США, в окрузі Клей штату Міннесота. Населення — 2219 осіб (2020).

## Географія
Голі розташоване за координатами 46°52′34″ пн. ш. 96°19′2″ зх. д. / 46.87611° пн. ш. 96.31722° зх. д. (46.875998, -96.317236).  За даними Бюро перепису населення США в 2010 році місто мало площу 6,56 км², з яких 6,54 км² — суходіл та 0,01 км² — водойми.

## Демографія
Згідно з переписом 2010 року, у місті мешкало 2067 осіб у 854 домогосподарствах у складі 553 родин. Густота населення становила 315 осіб/км².  Було 891 помешкання (136/км²).
Расовий склад населення:
| - 96,3 % — білих - 1,0 % — корінних американців - 0,7 % — азіатів - 0,3 % — чорних або афроамериканців |

До двох чи більше рас належало 1,6 %. Частка іспаномовних становила 0,9 % від усіх жителів.
За віковим діапазоном населення розподілялося таким чином: 29,2 % — особи молодші 18 років, 55,2 % — особи у віці 18—64 років, 15,6 % — особи у віці 65 років та старші. Медіана віку мешканця становила 34,9 року. На 100 осіб жіночої статі у місті припадало 94,3 чоловіків;  на 100 жінок у віці від 18 років та старших — 92,6 чоловіків також старших 18 років.
Середній дохід на одне домашнє господарство  становив 67 257 доларів США (медіана — 56 630), а середній дохід на одну сім'ю — 85 748 доларів (медіана — 73 047). Медіана доходів становила 49 856 доларів для чоловіків та 42 045 доларів для жінок. За межею бідності перебувало 5,8 % осіб, у тому числі 3,2 % дітей у віці до 18 років та 8,9 % осіб у віці 65 років та старших.
Цивільне працевлаштоване населення становило 1018 осіб. Основні галузі зайнятості: освіта, охорона здоров'я та соціальна допомога — 19,1 %, мистецтво, розваги та відпочинок — 15,8 %, виробництво — 11,7 %, роздрібна торгівля — 8,3 %.